# Rysäppä
Rysäppä är en sjö i kommunen Konnevesi i landskapet Mellersta Finland i Finland. Arean är 36 hektar och strandlinjen är 3,64 kilometer lång. Sjön  ingår i Kymmene älvs huvudavrinningsområde.   Den ligger omkring 61 kilometer nordöst om Jyväskylä och omkring 290 kilometer norr om Helsingfors. 